# Municipio de Pershing (Nebraska)
El municipio de Pershing (en inglés: Pershing Township) es un municipio ubicado en el condado de Burt en el estado estadounidense de Nebraska. En el año 2010 tenía una población de 149 habitantes y una densidad poblacional de 2,03 personas por km².

## Geografía
El municipio de Pershing se encuentra ubicado en las coordenadas 41°46′43″N 96°30′44″O / 41.77861, -96.51222. Según la Oficina del Censo de los Estados Unidos, el municipio tiene una superficie total de 73.53 km², de la cual 72,77 km² corresponden a tierra firme y (1,03 %) 0,76 km² es agua.

## Demografía
Según el censo de 2010, había 149 personas residiendo en el municipio de Pershing. La densidad de población era de 2,03 hab./km². De los 149 habitantes, el municipio de Pershing estaba compuesto por el 95,97 % blancos, el 0,67 % eran afroamericanos y el 3,36 % eran de una mezcla de razas. Del total de la población el 6,04 % eran hispanos o latinos de cualquier raza.